# Andrew McCarthy
Andrew McCarthy, nom amb què es coneix Andrew Thomas McCarthy (Westfield, Nova Jersey, 29 de novembre de 1962), és un actor estatunidenc. És més conegut com a membre del "Brat Pack", amb papers en pel·lícules de la dècada del 1980 com St. Elmo's, punt de trobada, Pretty in Pink i Less Than Zero. També ha treballat com a director de televisió, en sèries com la guanyadora de quatre premis Emmy Orange Is the New Black.

## Filmografia
| Any       | Títol                                                                     | Personatge                   | Notes                                                   |
| --------- | ------------------------------------------------------------------------- | ---------------------------- | ------------------------------------------------------- |
| 1983      | Class                                                                     | Jonathan Ogner               |                                                         |
| 1985      | Curs del '65 (Heaven Help Us)                                             | Michael Dunn                 |                                                         |
| 1985      | St. Elmo's, punt de trobada (St. Elmo's Fire)                             | Kevin Dolenz                 |                                                         |
| 1985      | The Beniker Gang                                                          | Arthur Beniker               |                                                         |
| 1986      | Pretty in Pink                                                            | Blane McDonough              |                                                         |
| 1986      | Amazing Stories                                                           | Edwin                        | sèrie de TV; episodi "Grandpa's Ghost"                  |
| 1987      | Waiting for the Moon                                                      | Henry Hopper                 |                                                         |
| 1987      | Maniquí (Mannequin)                                                       | Jonathan Switcher            |                                                         |
| 1987      | Less Than Zero                                                            | Clay Easton                  |                                                         |
| 1988      | Kansas                                                                    | Wade Corey                   |                                                         |
| 1988      | Fresh Horses                                                              | Matt Larkin                  |                                                         |
| 1989      | Aquest mort està molt viu (Weekend at Bernie's)                           | Larry Wilson                 |                                                         |
| 1990      | Dies tranquils a Clichy (Jours tranquilles à Clichy)                      | Henry Miller                 |                                                         |
| 1990      | Dr. M                                                                     | assassí                      |                                                         |
| 1991      | La llei de les armes (Year of the Gun)                                    | David Raybourne              |                                                         |
| 1991      | Tales from the Crypt                                                      | Edward Foster                | sèrie de TV; episodi "Loved to Death"                   |
| 1992      | Only You                                                                  | Clifford Godfrey             |                                                         |
| 1992      | Common Pursuit                                                            | Martin Musgrove              | telefilm                                                |
| 1993      | Aquest mort està molt viu II (Weekend at Bernie's II)                     | Larry Wilson                 |                                                         |
| 1993      | The Joy Luck Club                                                         | Ted Jordan                   |                                                         |
| 1994      | Getting In                                                                | Rupert Grimm                 |                                                         |
| 1994      | Dead Funny                                                                | Reggie Barker                |                                                         |
| 1994      | La senyora Parker i el cercle viciós (Mrs. Parker and the Vicious Circle) | Edwin 'Eddie' Pond Parker II |                                                         |
| 1995      | Night of the Running Man                                                  | Jerry Logan                  | directe a vídeo                                         |
| 1995      | Dream Man                                                                 | David Mander                 | directe a vídeo                                         |
| 1995      | The Courtyard                                                             | Johnathan                    | telefilm                                                |
| 1996      | Escape Clause                                                             | Richard Ramsay               | telefilm                                                |
| 1996      | Hostile Force                                                             | Rabbit (Mike)                | telefilm                                                |
| 1996      | The Christmas Tree                                                        | Richard Reilly               | telefilm                                                |
| 1996      | La brigada de Mulholland (Mulholland Falls)                               | Jimmy Fields                 |                                                         |
| 1996      | Everything Relative                                                       | Howard                       |                                                         |
| 1996      | Coses que no et vaig dir mai (Cosas que nunca te dije)                    | Don                          |                                                         |
| 1997      | Stag                                                                      | Peter Weber                  |                                                         |
| 1998      | Bela Donna                                                                | Frank                        |                                                         |
| 1998      | I Woke Up Early the Day I Died                                            | policia del cementiri        |                                                         |
| 1998      | I'm Losing You                                                            | Bertie Krohn                 |                                                         |
| 1998      | A Father for Brittany                                                     | Keith Lussier                | telefilm                                                |
| 1998      | Perfect Assassins                                                         | Ben Carroway                 | telefilm                                                |
| 1999      | A Twist of Faith                                                          | Henry Smith                  |                                                         |
| 1999      | New World Disorder                                                        | Kurt Bishop                  |                                                         |
| 1999      | New Waterford Girl                                                        | Cecil Sweeney                |                                                         |
| 2000      | Nowhere in Sight                                                          | Eric Shelton                 |                                                         |
| 2000      | A Storm in Summer                                                         | Stanley Banner               | telefilm                                                |
| 2000      | The Sight                                                                 | Michael Lewis                | telefilm                                                |
| 2000      | Jackie Bouvier Kennedy Onassis                                            | Robert F. Kennedy            | telefilm                                                |
| 2000      | Law & Order: Special Victims Unit                                         | Randolph Morrow              | sèrie de TV; episodi "Slaves"                           |
| 2001      | Heaven Must Wait                                                          | Raymond Cane                 |                                                         |
| 2002      | Standard Time                                                             | Elliot Shepherd              |                                                         |
| 2002      | The Secret Life of Zoey                                                   | Mike Harper                  | telefilm                                                |
| 2003      | Straight from the Heart                                                   | Tyler Ross                   | telefilm                                                |
| 2003      | Law & Order                                                               | Attorney Finnerty            | sèrie de TV; episodi "Absentia"                         |
| 2003      | The Twilight Zone                                                         | Marshall                     | sèrie de TV; episodi "The Monsters Are on Maple Street" |
| 2003      | Monk                                                                      | Derek Philby                 | sèrie de TV; episodi "Mr. Monk Goes Back to School"     |
| 2004      | 2BPerfectlyHonest                                                         | Josh                         |                                                         |
| 2004      | News for the Church                                                       | (Director i guionista)       | curtmetratge                                            |
| 2004      | The Hollywood Mom's Mystery                                               | Kit Freers                   | telefilm                                                |
| 2004      | Kingdom Hospital                                                          | Dr. Hook                     | minisèrie de TV                                         |
| 2005      | Crusader                                                                  | Hank Robinson                | telefilm                                                |
| 2005      | The Orphan King                                                           | Charles King                 |                                                         |
| 2005      | E-Ring                                                                    | Aaron Gerrity                | sèrie de TV; 5 episodis                                 |
| 2007      | Law & Order: Criminal Intent                                              | A.D.A. Gene Hoyle            | sèrie de TV; episodi "Offense"                          |
| 2008–09   | Lipstick Jungle                                                           | Joe Bennett; (Director)      | sèrie de TV; 20 episodis                                |
| 2008      | Les cròniques de Spiderwick (The Spiderwick Chronicles)                   | Richard Grace                |                                                         |
| 2009      | The Good Guy                                                              | Cash                         |                                                         |
| 2009      | Camp Hell                                                                 | Michael                      |                                                         |
| 2009      | The National Tree                                                         | Corey Burdoc                 | telefilm                                                |
| 2009      | Gossip Girl                                                               | Rick Rhodes                  | sèrie de TV; episodi "Valley Girls"                     |
| 2009      | Royal Pains                                                               | Marshall David Bryant IV     | sèrie de TV; 2 episodis                                 |
| 2010      | Main Street                                                               | Howard Mercer                |                                                         |
| 2010–2012 | Gossip Girl                                                               | (Director)                   | sèrie de TV; 6 episodis                                 |
| 2011      | White Collar                                                              | Vincent Adler                | sèrie de TV; 2 episodis                                 |
| 2011      | Snatched                                                                  | Frank Baum                   |                                                         |
| 2012      | Come Dance with Me                                                        | Jack                         | telefilm                                                |
| 2013–2014 | Alpha House                                                               | (Director)                   | sèrie de TV; 4 episodis                                 |
| 2013–2019 | Orange Is the New Black                                                   | (Director)                   | sèrie de TV; 14 episodis                                |
| 2015–2017 | Turn: Washington's Spies                                                  | (Director)                   | sèrie de TV; 3 episodis                                 |
| 2015–2018 | The Blacklist                                                             | (Director)                   | sèrie de TV; 10 episodis                                |
| 2016      | The Family                                                                | Hank                         | sèrie de TV                                             |
| 2017      | The Blacklist: Redemption                                                 | (Director)                   | sèrie de TV; episodi                                    |
| 2018      | Condor                                                                    | (Director)                   | sèrie de TV; 3 episodis                                 |
| 2018      | New Amsterdam                                                             | (Director)                   | sèrie de TV; episodi #9: "As Long as it Takes"          |
| 2018      | Nightflyers                                                               | (Director)                   | sèrie de TV; 2 episodis                                 |
| 2019      | The Enemy Within                                                          | (Director)                   | sèrie de TV; episodi #12: "Sequestered"                 |
| 2019      | Good Girls                                                                | (Director)                   | sèrie de TV; episodi #22: "Jeff"                        |